# Чемпионат мира по настольному теннису 2017
Чемпионат мира по настольному теннису 2017 года (полное официальное название «Liebherr 2017 World Table Tennis Championships») проходил с 29 мая по 5 июня 2017 года в Дюссельдорфе (Германия). В ходе чемпионата были разыграны пять комплектов медалей: в мужском и женском одиночных разрядах, в мужском и женском парных разрядах, а также в миксте.
В чемпионате приняли участие спортсмены из 107 стран мира: 325 мужчин из 105 стран и 260 женщин из 89 стран, в том числе 6 мужчин и 4 женщины из России.

## Организация чемпионата

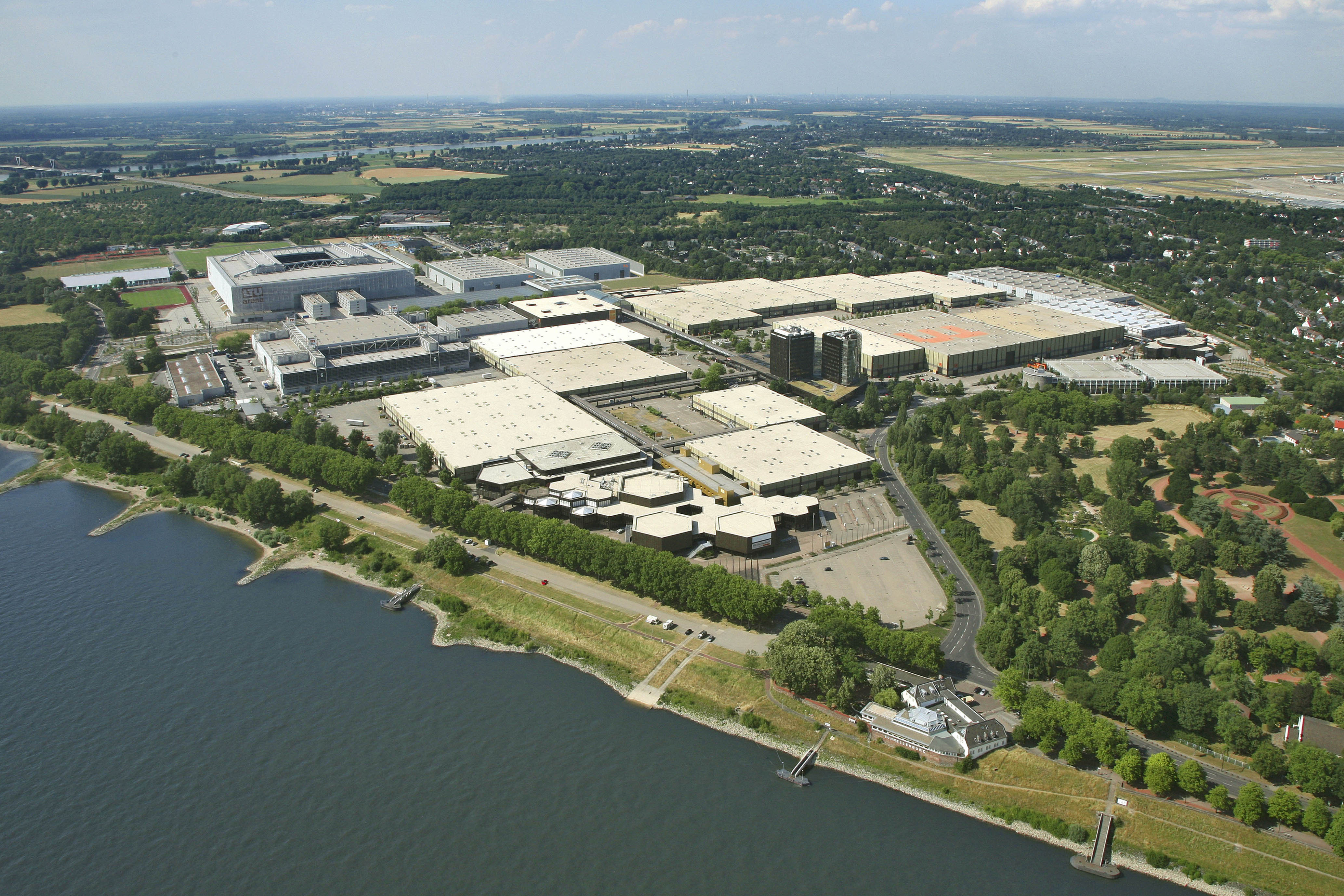
Спортивный комплекс Messe Düsseldorf

Турнир прошел на стадионе Дюссельдорфская ярмарка, трибуны которого вмещают около 50 тысяч зрителей.
Чемпионат 2017 года стал первым соревнованием в истории ITTF, в котором использовались столы фирмы Double Happiness (DHS) с игровой поверхностью чёрного цвета (обычно стандартный цвет игровой поверхности стола синий или зелёный).

### Расписание

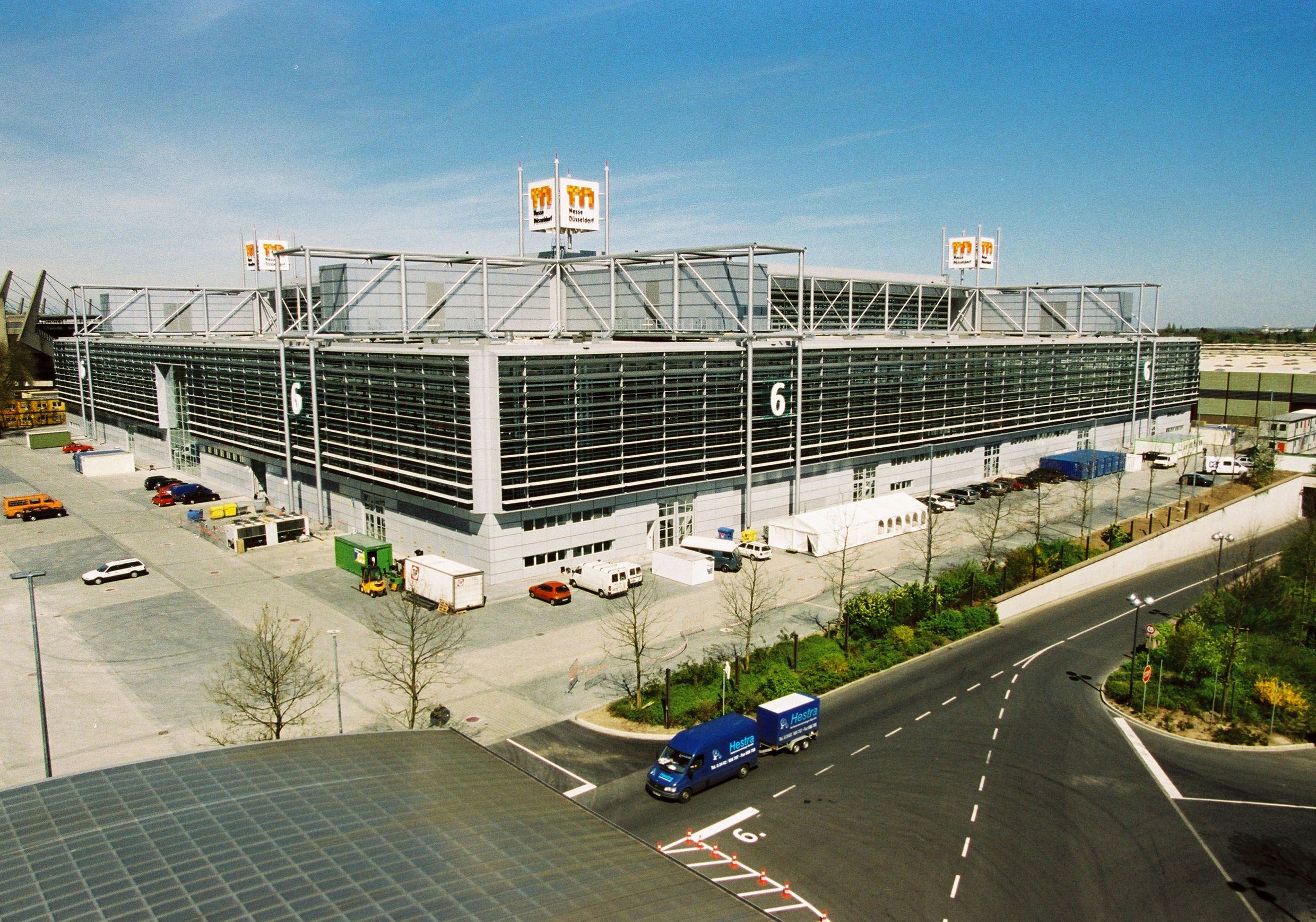
Один из залов спортивного комплекса Messe Düsseldorf

### Расписание[6]
|                          | 29 Мая | 30 Мая                  | 31 Мая            | 1 Июня   | 2 Июня       | 3 Июня    | 4 Июня       | 5 Июня    |
| ------------------------ | ------ | ----------------------- | ----------------- | -------- | ------------ | --------- | ------------ | --------- |
| Мужской одиночный разряд | Квал.  | Квал.                   | 1-й этап          | 2-й этап | 3-й этап     | 4-й этап  | 4-й этап 1/4 | 1/2 Финал |
| Женский одиночный разряд | Квал.  | Квал.                   | 1-й этап 2-й этап | 3-й этап | 4-й этап 1/4 | 1/2       | Финал        |           |
| Мужские пары             | Квал.  | Квал. 1-й этап          | 2-й этап          | 3-й этап | 1/4          | 1/2       | Финал        |           |
| Женские пары             | Квал.  | Квал. 1-й этап          | 2-й этап          | 3-й этап | 1/4          |           |              | 1/2 Финал |
| Смешанный разряд         | Квал.  | Квал. 1-й этап 2-й этап |                   | 1/4      |              | 1/2 Финал |              |           |

## Результаты чемпионата

### Медалисты

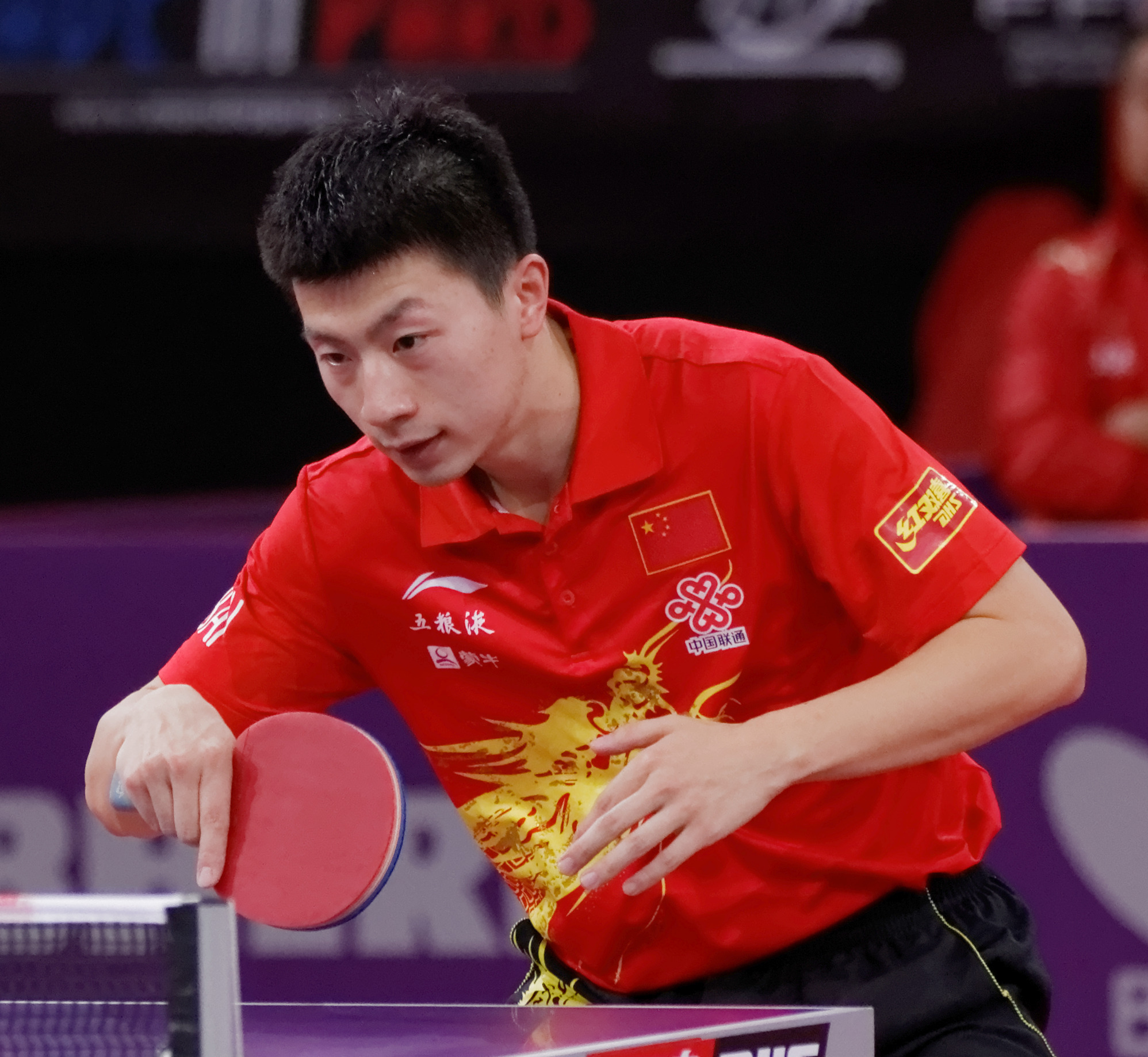
Ма Лун, чемпион мира в одиночном разряде 2017 года

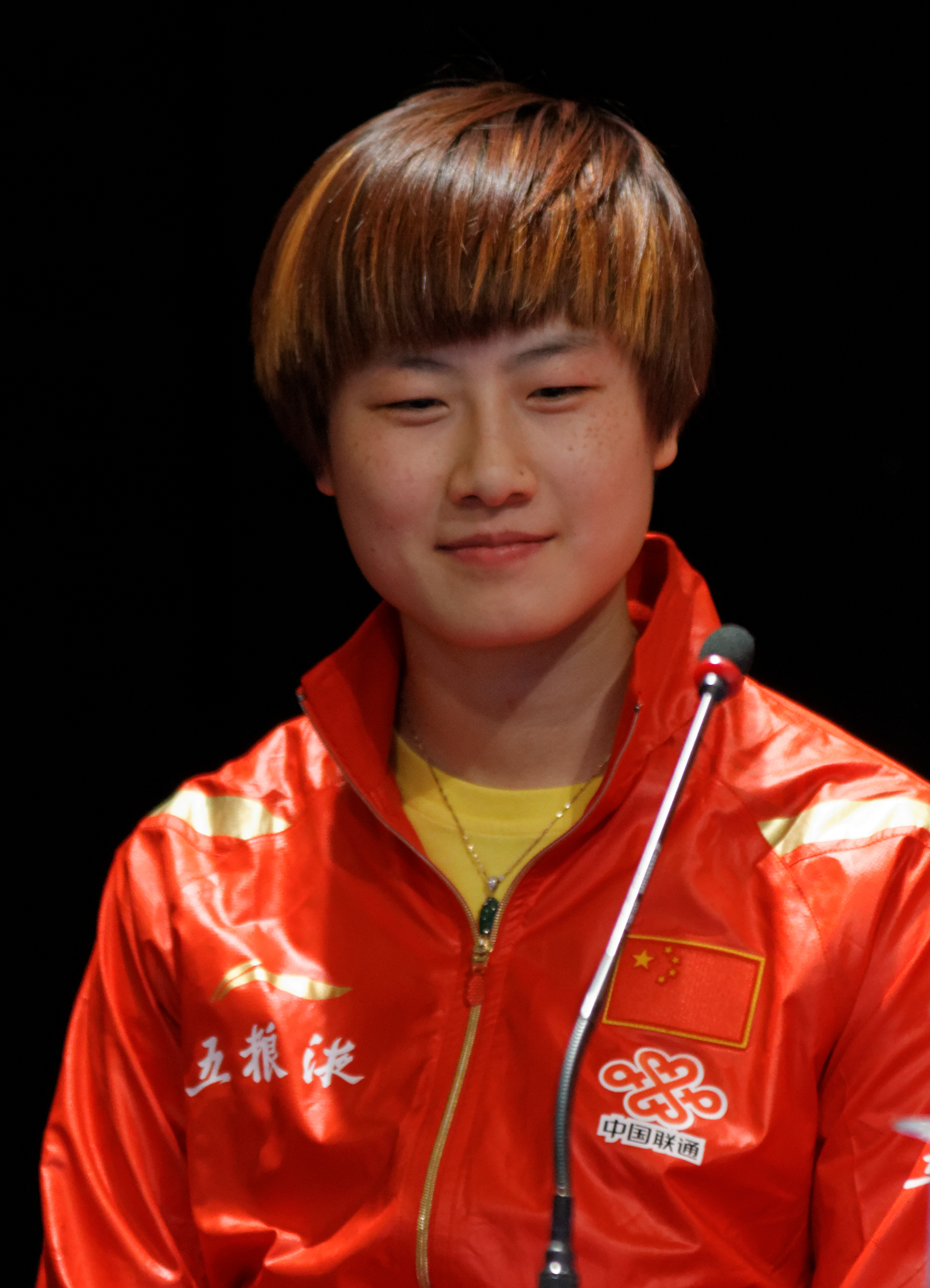
Дин Нин, чемпионка мира в одиночном разряде 2017 года

| Разряд                   | Золото                        | Серебро                     | Бронза                   |
| ------------------------ | ----------------------------- | --------------------------- | ------------------------ |
| Мужской одиночный разряд | Ма Лун                        | Фань Чжэньдун               | Сюй Синь                 |
| Мужской одиночный разряд | Ма Лун                        | Фань Чжэньдун               | Ли Сан Су                |
| Женский одиночный разряд | Дин Нин                       | Чжу Юйлин                   | Миу Хирано               |
| Женский одиночный разряд | Дин Нин                       | Чжу Юйлин                   | Лю Шивэнь                |
| Мужские пары             | Сюй Синь Фань Чжэньдун        | Масатака Моридзоно Юя Осима | Джеонг Янг-сик Ли Сан Су |
| Мужские пары             | Сюй Синь Фань Чжэньдун        | Масатака Моридзоно Юя Осима | Коки Нива Махару Ёсимура |
| Женские пары             | Дин Нин Лю Шивэнь             | Чжу Юйлин Чэнь Мэн          | Фэн Тяньвэй Юй Мэнъюй    |
| Женские пары             | Дин Нин Лю Шивэнь             | Чжу Юйлин Чэнь Мэн          | Хина Хаята Мима Ито      |
| Смешанный разряд         | Махару Ёсимура Касуми Исикава | Чэнь Цзяньань Чжэн Ицзин    | Вон Чаньтхин Ду Хойкем   |
| Смешанный разряд         | Махару Ёсимура Касуми Исикава | Чэнь Цзяньань Чжэн Ицзин    | Фан Бо Петрисса Золья    |

### Общий зачет по странам
| Место | Страна           | Золото | Серебро | Бронза | Всего |
| ----- | ---------------- | ------ | ------- | ------ | ----- |
| 1     | Китай            | 4      | 3       | 2.5    | 9.5   |
| 2     | Япония           | 1      | 1       | 3      | 5     |
| 3     | Китайский Тайбэй |        | 1       |        | 1     |
| 4     | Республика Корея |        |         | 2      | 2     |
| 5-6   | Гонконг          |        |         | 1      | 1     |
| 5-6   | Сингапур         |        |         | 1      | 1     |
| 7     | Германия         |        |         | 0.5    | 0.5   |
| Всего | Всего            | 5      | 5       | 10     | 20    |

## Выступление российских спортсменов
В состав сборной России были включены 10 спортсменов — шесть мужчин и четыре женщины, которые выступили во всех пяти дисциплинах. Лучшим результатом россиян стало попадание в четвертьфинал пары Александр Шибаев/Кирилл Скачков.
Мужчины
| Участник           | Ранг | Посев | Результат       |
| ------------------ | ---- | ----- | --------------- |
| Александр Шибаев   | 34   | 27    | 17-32           |
| Григорий Власов    | 79   | 59    | 65-128          |
| Алексей Ливенцов   | 124  | -     | 65-128          |
| Владимир Сидоренко | 293  | -     | Квал. 2-й раунд |

Мужские пары
| Участники                       | Посев | Результат |
| ------------------------------- | ----- | --------- |
| Алексей Ливенцов Михаил Пайков  | 6     | 33-64     |
| Кирилл Скачков Александр Шибаев | -     | 5-8       |

Женщины
| Участница        | Ранг | Посев | Результат |
| ---------------- | ---- | ----- | --------- |
| Полина Михайлова | 54   | 31    | 33-64     |
| Яна Носкова      | 87   | 50    | 33-64     |
| Мария Тайлакова  | 134  | -     | 65-128    |
| Ольга Воробьёва  | 135  | -     | 65-128    |

Женские пары
| Участницы                        | Посев | Результат |
| -------------------------------- | ----- | --------- |
| Ольга Воробьёва Полина Михайлова | 9     | 33-64     |
| Яна Носкова Мария Тайлакова      | 18    | 17-32     |

Смешанные пары
| Участники                      | Посев | Результат |
| ------------------------------ | ----- | --------- |
| Григорий Власов Яна Носкова    | 16    | 9-16      |
| Кирилл Скачков Ольга Воробьёва | -     | 33-64     |